# 田口計
田口 計（たぐち けい、1933年1月10日 - ）は、日本の俳優、声優。
長野県出身。東京大学卒業。石の会、グループ・てえぶら、池末事務所、プロモーション・プラスワンを経て、北斗七星プロジェクトに所属していた。
次男は俳優の岩田和樹、甥は作家の吉岡忍。

## 略歴
長野県南佐久郡臼田町（現・佐久市）出身。高校生時に替え玉試験で停学となった際、ラジオで文学座の田村秋子による「姫岩」の舞台中継を聞いたことで、役者の仕事に興味を持つ。
長野県野沢北高等学校を卒業後、東京大学文学部英文学科を卒業。
大学在学中の1955年、山本薩夫監督の映画『愛すればこそ』で銀幕デビューし、以後も多数の映画に出演。
1958年頃からはテレビ関係の仕事も増え、多くのドラマに出演。その一方、TBSの須子というプロデューサーに「口説かれた」ことを機に、吹き替えで声優としても活動するようになる。
1962年に劇団新劇場を立ち上げ、その後は役者としての他に演出や翻訳、舞台でも活動している。

## 人物
現代劇から時代劇、善人の役から悪役まで幅広い役柄をこなしている。特に時代劇や刑事ドラマの悪役俳優として名を馳せた。
『大岡越前』『暴れん坊将軍』など多数の時代劇で悪徳商人を演じ、ファンの人気を獲得。「悪の廻船問屋や材木問屋役といえば田口」とうたわれたほどである。また、カンロのど飴のCMに悪徳商人役で出演し、川合伸旺と共に「お主も悪よのう」という台詞を考案したとされる。そのほか、杉良太郎による明治座公演『遠山の金さん』をはじめ時代劇の舞台公演にも出演している。
声優としては生アテレコの創成期から活躍。落ち着いた低音の声を活かし、ケーリー・グラント、マーロン・ブランド、リチャード・バートン、ジャック・ニコルソンなどの吹き替えを担当した。当初は二枚目の役が多かったが、『刑事コロンボ』で犯人役（ジャック・キャシディ）を吹替えた頃を境に敵役を担当する機会が増えたという。
特技・趣味は英会話、テニス、陶芸、カメラ、シャンソン、料理。

### エピソード
悪役が多いことから、幼いころの長男に「お父さんはどんな役？」と聞かれ、「死ぬ役」と答えたことがある。
山田五十鈴とは長い師弟関係であり、舞台などでも良く共演していたという。
東京大学卒業という芸能界では珍しい経歴を生かし、クイズ番組やバラエティ番組に出演する機会も少なくない。なお、本人は「入試では苦手な数学で高得点を取れたこともあり、トップに近い成績で入学できた。だが在学中は学生運動と芝居に没頭しすぎたため、卒業時はほとんどビリに近い成績だった」と回想している。
吹き替えについて田口は「自分自身を無くさず、しかも相手にできるだけ近づけようという操作が必要な気がするわけです。その操作が俳優として意義があると僕は思うし、面白い。」と語っている。洋画での思い出深い出演作品には、マーロン・ブランドを吹替えた『片目のジャック』を挙げている。
吹き替えで3度出演した『刑事コロンボ』には「知的な興味を持たせてくれる作品」と評し、「（シリーズを通して）良い作品かどうかを見定める目を養っていただいて、つまらない作品の視聴率を上がらないようにしていただけると、我々役者としては嬉しいですね」と語っている。

## 出演作品（俳優）

### 映画
- 愛すればこそ（1955年、独立映画） - 茂
- 女優（1956年、新東宝） - 田畑
- 第五福竜丸（1959年、大映）
- 秋津温泉（1962年、松竹） - 軍人C
- 東京湾（1962年、松竹） - 検察官の声
- キングコングの逆襲（1967年、東宝） - カール・ネルソン司令官の声[6]
- 稲妻（1967年、松竹） - 呂平
- 組織暴力 兄弟盃（1969年、東映） - 入江
- 日本暴力団 組長と刺客（1969年、東映） - 木暮計器社長
- 関東テキヤ一家 喧嘩仁義（1970年、東映） - 杉浦到
- 暴力団再武装（1971年、東映） - 関根直人
- ギャング対ギャング 赤と黒のブルース（1972年、東映） - 野上
- 実録 私設銀座警察（1973年、東映） - 斉藤実
- ルバング島の奇跡 陸軍中野学校（1974年、東映） - 手島中佐
- 非情学園ワル ネリカン同期生（1974年、東映） - 寺島
- 日本の首領 野望篇（1977年、東映） - 鷲津玄竜
- 俺の空（1977年、東宝） - 政行（叔父）
- 白昼の死角（1979年、東映） - 債権者代表
- 唐獅子株式会社（1983年、東映） - 砧
- 刑事物語3 潮騒の詩（1984年、東宝） - 村上刑事
- 極道の妻たち 赫い絆（1995年、東映）
- 救いたい（2014年、AMGエンタテインメント）

### テレビドラマ
- ありちゃんのおかっぱ侍 第85話（1957年、OTV）
- しあわせ（1957年、NTV）
- 怪人20面相（1958年、NTV）
- おかあさん（KR→TBS）
  - 第1シリーズ 第15話「信号機」（1958年）
  - 第2シリーズ
    - 第185話「母 - この最後なるもの」（1963年6月28日）
    - 第192話「続 母 - この最後なるもの」（1963年7月4日）
    - 第196話「続々 母 - この最後なるもの」（1963年8月1日）
    - 第214話「母という名の女」（1963年12月5日）
    - 第278話「六月のあやめ」（1965年3月11日）
    - 第301話「母の土」（1965年8月19日）
- スリラー劇場 / 夜のプリズム（NTV）
  - 第2回「市長死す」（1959年1月28日）
  - 第34回「落ちる」（1959年9月9日）
  - 第45回「作並」（1959年11月25日）
  - 第54回「七人の仲間たち」（1960年1月27日）
  - 第57回「そよ風の季節」（1960年2月17日）
  - 第63回「四月馬鹿の悲劇」（1960年3月30日）
  - 第74回「黒の計画」（1960年6月15日）
  - 第76回「夜明けまで」（1960年6月29日）
  - 第88回「青髭」（1960年9月21日）
  - 第95回「電話ボックスの男」（1960年11月5日）
- ヤシカゴールデン劇場 / あにいもうと（1959年3月11日、NTV）
- 慎太郎ミステリー / 暗闇の声（KR） ※石原慎太郎の企画・監修オムニバス形式
  - 「黒い訪問者」（1959年11月30日）
  - 「当り屋」（1960年4月30日）
- ダイヤル110番（1960年、NTV）
- トップ屋（1960年、CX）
- たった二人の工場（1960年2月24日、KR）
- これが真実だ 第31回「君死にたもうことなかれ」（1960年8月31日）
- 姉妹の橋（1960年10月3日、NTV）
- 光と影（1961年、CX）
- 東芝日曜劇場（TBS）
  - 第228回「赤西蠣太」（1961年4月9日）
  - 第309回「人間の土地」（1962年11月4日、ABC） ※芸術祭参加作品
  - 第360回「勝てば官軍」（1963年10月27日、CBC） ※芸術祭参加作品
- 若き日の摂津守（1961年5月12日、NTV）
- 人生の弾痕（1961年5月20日、NHK）
- お気に召すまま（1962年、NET）第18回「羊腸人類」（作：安部公房）
- 決定的瞬間（第23回）殺さないで （1961年6月8日、NTV）
- 山本周五郎アワー / 嘘ァつかねえ（1961年8月23日、TBS）
- プリンススリラー劇場 （CX）
  - 「立入禁止」前編、後編（1961年、CX）
  - 「トリオ」（1962年1月 - 3月）
- 荒野（1961年11月2日、NTV） ※芸術祭参加作品
- 人生の四季 第62回「警報器」（1962年3月11日、NTV）
- 故郷は遠くにありて 前編、後編 （1962年、TBS）
- 無明の恋 平家物語巻十横笛より（1963年7月24日、NHK）
- 近鉄金曜劇場（ABC）
  - 「誰の為の女」（1963年9月27日、TBS）
  - 「岡田茉莉子シリーズ ある女の影」（1965年2月5日、TBS）
  - 「愛とこころのシリーズ 愛なくば」（1965年9月10日）
- 二十四歳の憂うつ（1963年、KTV）
- 特命諜報207（1964年、NET）
- 大河ドラマ（NHK）
  - 赤穂浪士（1964年） - 茅野和助
  - 獅子の時代（1980年） - 伊地知正治
  - 炎立つ（1993年） - 平繁成
  - 徳川慶喜（1998年） - 田丸稲之衛門
- 幾星霜（1964年11月26日、KBC） ※1964年度（第19回）芸術祭奨励賞受賞作品
- ザ・ガードマン（TBS / 大映テレビ室）
  - 第6話「ガラスの太鼓」（1965年） - 佐原医師
  - 第19話「超特急西へ」（1965年）
  - 第59話「人喰い鮫」（1966年）
  - 第78話「宝を抱いて地獄へ行け」（1966年）
  - 第92話「ロンドンの青い霧」（1967年）
  - 第93話「ロンドン－東京応答せよ」（1967年）
  - 第103話「真赤な裏切り」（1967年）
  - 第142話「悪魔の爪あと」（1967年）
  - 第143話「マッチ売りの少女は大晦日に死ぬ」（1967年）
  - 第152話「愛と憎しみの弾丸」（1968年）
  - 第180話「首のない幽霊」（1968年）
  - 第182話「サラリーマン・殺人旅行」（1968年）
  - 第186話「奥様は泥棒稼業」（1968年）
  - 第191話「真夜中の客」（1968年）
  - 第196話「花嫁の夫は死人」（1969年）
  - 第200話「殺人者に明日はない」（1969年）
  - 第208話「逃亡のアムステルダム」（1969年）
  - 第226話「替玉旅行は殺人がいっぱい」（1969年）
  - 第246話「お知らせ爆弾魔」（1969年）
  - 第254話「マンションは女の戦場」（1970年）
  - 第259話「さあ女の復讐が始まるわ」（1970年）
  - 第274話「妻の浮気は死を招く」（1970年） - 山岡
  - 第281話「団地奥さんヌードの悲劇」（1970年）
  - 第286話「人妻のアルバイトは死を招く」（1970年）
  - 第296話「走れ蒸気機関車! 恐怖の逃亡者」（1970年）
  - 第302話「怪談・赤い糸で人を殺す幽霊」（1971年）
  - 第317話「恋人を殺して姉弟心中」（1971年）
  - 第324話「ズッコケ娘にホトホトまいった」（1971年）
  - 第341話「ヌードの悪女華やかな私生活」（1971年） - 里見
  - 第343話「お色気喜劇・浮気結婚式」（1971年）
- 甲州遊侠伝 俺はども安 第15話「無頼の掟」（1965年、CX）
- 夢二えがく（1965年6月24日、NHK）
- ダイヤル119・出動せよ（1965年10月13日、NTV）
- 青春時代劇 / 宮本武蔵（1965年10月 - 1966年4月、NTV）
- 三匹の侍 第4シリーズ 第25話「闘い / 雨の章」（1967年、CX） - 伊藤左馬之介
- キイハンター（TBS / 東映）
  - 第39話「消された顔の逃亡者」（1968年） - 村山
  - 第42話「情無用の殺人旅行」（1969年）
  - 第53話「皆殺しの標的」（1969年） - 宮本
  - 第59話「車椅子の男」（1969年） - 伊能
  - 第64話「がい骨抱いて珍道中」（1969年） - 徳川
  - 第79話「バカをかついで珍道中」（1969年）
  - 第96話「死刑結婚式」（1970年） - 南条
  - 第98話「金塊列車は地獄に停る」（1970年）
  - 第111話「成金泥棒たちの国際会議」（1970年） - アムル
  - 第129話「海賊ども上陸三秒前」（1970年）
  - 第141話「殺し屋大統領　お手やわらかに」（1970年）
  - 第147話「暗殺団と強盗団 スキーで珍道中」（1971年）
  - 第155話「殺しの標的は鏡の中の俺」（1971年）※声の出演(ギャラン警部・演:藤山浩二の吹き替え)
  - 第166話「ヨーイ・ドン! 赤頭巾で殺人ごっこ」（1971年） - 小橋
  - 第179話「さすらいの一匹狼 荒野の挑戦」（1971年） - 樫原
  - 第192話「亡霊が招く華麗な墓場」（1971年）
  - 第204話「殺人001監房の男」（1972年）
  - 第216話「ギャーッ! 女だけを殺す病院」（1972年） - チャーリー
  - 第232話「怪奇! 幻の墓の女」（1972年） - 姫田弁護士
  - 第247話「食いしん坊ギャング南国道中記」（1972年） - 大山
  - 第252話「冒険また冒険 探偵小僧大奮戦!」（1973年） - 妹尾
- 銭形平次（CX / 東映）
  - 第116話「四人目の男」（1968年） - 兼吉
  - 第281話「流人船」（1971年） - 不知火の三右ヱ門
  - 第317話「中山道地獄坂」（1972年） - 新町村の半次
  - 第330話「沈黙の訴え」（1972年） - くらやみの猪之
  - 第364話「泣くな八五郎」（1973年） - 般若の鉄
  - 第428話「おふくろの嘘」（1974年） - 吉田屋
  - 第484話「消えた流人船」（1975年） - 荘田理兵ヱ
  - 第562話「風車の唄」（1977年） - 喜三郎
  - 第576話「人情寄席ばやし」（1977年） - 勝田十蔵
  - 第592話「めぐりあい」（1977年） - 間藤重兵ヱ
  - 第639話「人情女白浪」（1978年） - 金森京太夫
  - 第665話「殉職・榊同心」（1979年） - 片桐伊三郎
  - 第696話「初手柄のんびり同心」（1979年） - 原田重四郎
  - 第725話「裏をあばけ」（1980年） - 万蔵
  - 第737話「大激流」（1980年） - 岩田屋
  - 第761話「花の若衆仁義」（1981年） - 政五郎
  - 第865話「大江戸銃撃戦」（1983年） - 平戸屋
  - 第870話「はやり風邪」（1983年） - 不知火源蔵
  - 第887話「母の涙のおわら節」（1984年） - 州崎の政五郎
- 怪奇大作戦 第1話「壁ぬけ男」（1968年、TBS / 円谷プロ） - 一鉄斉春光（怪盗キングアラジン）
- 東京バイパス指令 第15話「黄金に手を出すな」（1969年、NTV / 東宝）
- 用心棒シリーズ 俺は用心棒 第13話「刺客のひそむ夜」（1969年、NET / 東映） - 室戸作兵衛
- プレイガール（12ch / 東映）
  - 第41話「早く彼女にタオルをあげて」（1970年） - 金子
  - 第119話「恐怖の来訪者」（1971年） - 羽生
  - 第172話「怪談 恐怖の吸血幽霊」（1972年） - 加納病院院長・加納明
  - 第191話「女の任侠」（1972年） - 黒川
  - 第224話「怪談・怨霊バラ屋敷」（1973年） - 財津
- ゴールドアイ（1970年、NTV / 東映）
  - 第9話「大暗殺集団」 - 西
  - 第21話「大金塊密輸団」 - 黒須
- 江戸川乱歩シリーズ 明智小五郎 第18話「土曜日の夜 何かが起こる」（1970年、12ch / 東映）
- 木下恵介・人間の歌シリーズ / 俄 浪華遊侠伝 第8話、第9話（1970年、TBS）
- 大江戸捜査網（12ch→TX / 日活→三船プロ→G・カンパニー）
  - 第9話「過去を持つ女」（1970年） - 立花八郎
  - 第69話「琉球の女」（1972年） - 李源白
  - 第96話「女賊 暗闇のお竜」（1973年） - 北村
  - 第109話「深川慕情」（1973年） - 成瀬藤十郎
  - 第164話「女の肌に竜が泣く」（1974年） - 加藤源十郎
  - 第214話「闇に泣く人肌観音」（1975年） - 湊屋
  - 第273話「女盗賊 初春に舞う」（1977年） - 金山修理
  - 第285話「夜桜は死の誘い」（1977年） - 綿引
  - 第311話「父子同心復讐の子守唄」（1977年） - 黒田源蔵
  - 第328話「悲恋! 女賊の子守唄」（1978年） - 倉田
  - 第345話「やくざ同心怒りの復讐」（1978年） - 茂造
  - 第355話「錠前破り男の挽歌」（1978年） - 藤田
  - 第375話「身代り殺人の陰謀」（1979年） - 田村主水
  - 第397話「命の鍵を解く男」（1979年） - 桑原内膳
  - 第414話「豪雨に消えた謎の美女」（1979年） - 勝三
  - 第432話「めおと十手一番手柄」（1980年） - 大関但馬守
  - 第441話「女隠密怒りの逆襲」（1980年） - 藤田監物
  - 第478話「仇討ち無情 親子の絶唱」（1981年） - 坂西主膳
  - 第524話「お命買います替え玉屋」（1981年） - 美濃屋惣兵衛
  - 第558話「女が燃えた! 非情の用心棒」（1982年） - 高瀬大膳
  - 第595話「父が叫ぶ! 非行少女爆走絵図」（1983年） - 脇坂九太夫
  - 第624話「悪夢に泣く少年の叫び!」（1983年） - 城田屋
  - 平成版
    - 第1シリーズ 第23話「賭場破り桜吹雪」（1991年） - 田代義次
    - 第2シリーズ 第16話「母恋道中 危うし八万石!」（1992年） - 坂巻主計頭
- 大忠臣蔵 第9話「大評定」（1971年、NET / 三船プロ）
- 清水次郎長 第6話「人情 殴り込み」（1971年、CX /  東映 / タケワキプロ） - 大師の弥五郎
- 軍兵衛目安箱 第18話「流れ星の花」（1971年、NET / 東映） - 川北勝次郎
- 徳川おんな絵巻 第44話「復讐の牝豹」、第45話「姿なき殺人」（1971年、KTV / 東映） - 雲見の夜叉丸
- 遠山の金さん捕物帳 （NET / 東映）
  - 第60話「わらべ唄に狂う女」（1971年8月29日） - 前田伝八郎
  - 第83話「虎に化けた男」（1972年2月6日） - 深井甚三郎
  - 第102話「狼と呼ばれた女」（1972年6月18日） - 石原主膳
  - 第119話「平手造酒を斬った男」（1972年10月15日） - 桑名彦四郎
- ターゲットメン 第5話「こぶら男の大逆襲」（1971年、NET / 東映）
- おらんだ左近事件帖 第14話「ばくち侍」（1972年1月11日、CX / 東宝） - 間五郎太
- 笹沢左保 「峠」シリーズ / 鬼首峠に棄てた鈴（1972年3月25日、CX / C.A.L） - 長坂の文吉
- 世なおし奉行 第3話「狼どもの夜」（1972年4月20日、NET / 東映）
- 荒野の素浪人 第1シリーズ（NET / 三船プロ）
  - 第19話「陰謀 地獄川の大喧嘩」（1972年） - 勘助
  - 第45話「死闘 傷だらけの駒木峠」（1972年） - 大橋伴助
  - 第64話「魔の山 死の片道手形」（1973年）
- お祭り銀次捕物帳 第5話「幽霊かたき討ち」（1972年6月3日、CX / 東映） - 三村銑十郎
- 忍法かげろう斬り 第18話「略奪された姫君」 （1972年、KTV / 東映） - 上田修理
- 大岡越前（TBS / C.A.L）
  - 第3部 第10話「江戸のごみ」（1972年8月14日） - 与太郎（天馬七之助）
  - 第4部
    - 第9話「母子しぐれ」（1974年12月2日） - 黒門町の又蔵
    - 第24話「姿なき怪盗」（1975年3月17日） - 吉五郎

  - 第5部（1978年）
    - 第18話「長屋住いの御奉行様」 - 連雀町の文蔵
    - 第23話「裁けなかった恋の道」 - 部屋頭甚九郎

  - 第6部（1982年）
    - 第7話「勇気ある証言」 - 藤倉屋金蔵
    - 第23話「嘘が病の札つき婆」 - 宗兵衛

  - 第7部 第6話「見えない目撃者」（1983年5月30日） - 与七
  - 第8部（1984年）
    - 第9話「女賊を泊めた人情同心」 - 成田屋久造
    - 第18話「名乗れぬ証人は将軍様」 - 宗七

  - 第9部 第23話「兵助に隠し子がいた!」（1986年3月31日） - 徳造
  - 第10部（1988年）
    - 第12話「暴利を貪る悪徳商法」 - 徳兵衛
    - 第19話「掏った財布で恩返し」 - 喜助

  - 第11部 第12話「拾った財布が落とし穴」（1990年7月9日） - 稲荷の弥造
  - 第12部 第1話「大岡越前」（1991年10月14日） - 江州屋武兵衛
  - 第13部 第17話「舅も認めた婿手柄」（1993年3月8日） - 氷川の万右衛門
  - 第14部 第13話「情けを教えた人参泥棒」（1996年9月9日） - 大坂屋
- 二人の素浪人 第2話「死を賭けた姉弟」（1972年9月9日、CX / 東映） - 篠巻又右衛門
- 地獄の辰捕物控 第16話「十手者が闇に追われた」（1973年、NET / 東映） - 竜崎真之介
- 水戸黄門（TBS / C.A.L）
  - 第4部 第30話「御用金強奪事件 -白河-」（1973年8月13日） - 丑蔵
  - 第7部（1976年）
    - 第1話「水戸から消えた黄門さま -水戸・白河-」 - 六兵衛
    - 第22話「つけ馬連れた若旦那 -新潟-」 - 源助

  - 第8部 第19話「人情灘の生一本 -兵庫-」（1977年11月21日） - 摂津屋庄右衛門
  - 第10部 第21話「じゃじゃ馬娘はお医者様 -岩村-」（1980年1月7日） - 美濃屋五郎蔵
  - 第14部（1984年）
    - 第11話「津軽馬鹿塗り駄目親父 -弘前-」 - 井筒屋久造
    - 第28話「悪乗り八兵衛若旦那 -長浜-」 - 八幡屋

  - 第15部 第8話「母恋し 五木の子守唄 -熊本-」（1985年3月18日） - 仁兵ヱ
  - 第16部 第8話「仇討ち焼蛤幽霊旅籠 -桑名-」（1986年6月16日） - 儀助
  - 第18部（1989年）
    - 第19話「幸せ運んだ子守唄 -島原-」 - 要助
    - 第29話「母恋し涙の馬子唄 -三島-」 - 井筒屋治平

  - 第19部 第21話「烏に狙われた女 -富山-」（1990年2月19日） - 手首の権蔵
  - 第20部（1991年）
    - 第20話「弥七を狙う女 -八代-」 - 碇屋松五郎
    - 第34話「天誅! 謎の虚無僧 -富山-」 - 丁字屋

  - 第21部（1992年）
    - 第11話「姫君替玉大作戦 -阿蘇-」 - 西海屋
    - 第27話「父子で競う献上木曽塗り -奈良井-」 - 竜神松太郎

  - 第22部 第13話「帰らぬ息子は船幽霊 -高知-」（1993年8月9日） - 安芸屋剛右衛門
  - 第23部
    - 第18話「闇夜に咲いた女義賊 -米子-」（1994年12月5日） - 松葉屋
    - 第28話「美人かあちゃん子沢山 -延岡-」（1995年2月20日） - 灘屋

  - 第24部（1996年）
    - 第17話「女目明し仇討ち悲願 -小倉-」 - 響屋
    - 第27話「一陽来復米沢の春 -米沢-」 - 羽前屋

  - 第25部 第2話「恵みの夫婦海苔 -君津-」（1996年12月16日） - 相良玄蕃
  - 第26部 第10話「陰謀砕く男の勇気-延岡-」(1998年4月20日)　- 浦島屋重兵衛
  - 第27部 第20話「孫を救った燃える水 -新津-」（1999年8月2日） - 菱屋徳兵衛
  - 第28部 第15話「狸になった若旦那 -信楽-」（2000年6月26日） - 田端軍太夫
  - 第30部 第17話「二枚目助さん女難の相 -倉敷-」（2002年5月6日） - 大島屋吉左衛門
  - 第35部 第20話「男意気地の無法松-福岡-」(2005年3月6日)　- 西海屋
  - 第36部 第7話「狙われた百万石の婚礼-金沢-」(2006年9月4日)　- 大貫屋藤七
  - 第38部 第23話「まぶたの母はおえん?・鎌倉」（2008年6月23日） - 黒谷屋太兵衛
  - 第39部 第21話「狙え一攫千金・堺」（2009年3月16日） - 今泉容全
  - 第40部 第10話「赤い恐怖!心の叫び・久保田」（2009年10月12日） - 隠岐采女正
  - 第41部 第4話「湯の里守れ!美人女将・箱根」（2010年11月1日） - 玄昌
  - 最終回スペシャル（2011年12月19日） - 家老
- 必殺シリーズ（ABC / 松竹）
  - 必殺仕掛人 第29話「罠に仕掛ける」（1973年） - 矢崎源之助
  - 必殺仕置人 第18話「備えはできたいざ仕置」（1973年） - 橘屋文左衛門
  - 必殺仕置屋稼業 第8話「一筆啓上正体が見えた」（1975年） - 辰平
  - 必殺仕業人 第21話「あんたこの計り事どう思う」（1976年） - 弥七
  - 必殺からくり人・血風編 第1話「魔窟に潜む紅い風」（1976年） - 伝八
  - 新・必殺仕置人 第11話「助人無用」（1977年） - 恵鬢屋富五郎
  - 必殺からくり人・富嶽百景殺し旅 第12話「東海道金谷」（1978年） - 佐塚忠五郎
  - 翔べ! 必殺うらごろし 第8話「足の文字は生まれた時からあった」（1979年） - 小堀勘兵ヱ
  - 必殺仕事人（1980年）
    - 第33話「炎技 半鐘撲り」 - 吉蔵
    - 第64話「崩し技 真偽友禅染め落し」 - 安藤伝蔵

  - 必殺仕事人III 第27話「暴力塾生にいじめられたのは順之助」（1982年） - 黒川忠昌
  - 必殺渡し人 第2話「秘密の宴で渡します」（1983年） - 大口屋宗兵衛
  - 必殺仕事人V 第19話「加代、天才男と商売する」（1985年） - 大黒屋徳兵衛
  - 必殺まっしぐら! 第10話「相手は草津温泉の乗っ取り男」（1986年） - 吉金屋吉兵ヱ（正木三五郎）
- アイフル大作戦（TBS / 東映）
  - 第9話「死を招く目のない人形」（1973年）
  - 第13話「逃亡と追跡! 赤い唇100万$」（1973年）
  - 第43話「スリル満点! ガイ骨のスキー大会」（1974年）
- 非情のライセンス（NET / 東映）
  - 第1シリーズ 第17話「兇悪の友」（1973年） - 越野順平
  - 第2シリーズ 第74話「兇悪のフェニックス」（1976年） - 千藤
  - 第3シリーズ 第18話「兇悪の眼・キャリアガール殺人事件」（1980年） - 高木の部下
- 子連れ狼 第1部 第11話「三途の川の乳母車」（1973年、NTV / ユニオン映画） - 岸母田伊兵衛
- 追跡 第14話「幻の天使」（1973年、KTV / C.A.L）
- 水滸伝 第3話「熱砂の決斗」（1973年、NTV / 国際放映） - 康
- 荒野の用心棒（1973年、NET / 三船プロ）
  - 第4話「黒い野望を砂丘に埋めて…」 - 村上兵庫
  - 第36話「死の廃坑に地獄火が吠えて…」 - 馬場甚内
- 素浪人天下太平（1973年、NET / 東映）
  - 第8話「夕焼け子焼けの子守唄」 - 伝吉
  - 第24話「どんぐりころころ一人旅」 - 銀造
- 唖侍鬼一法眼 第5話「流転のめぐり会い」（1973年、NTV / 勝プロ） - 西村源之介
- ご存知遠山の金さん 第8話「足を洗った女」（1973年、NET / 東映）
- 科学捜査官 第12話「光と影の不在証明」（1973年、KTV / 松竹） - 滝田祥三
- 伝七捕物帳 （NTV / ユニオン映画）
  - 第13話「消えた姫君」（1974年） - 小坂刑部
  - 第93話「とかく浮世は色と金」（1975年） - 布施弥十郎
  - 第119話「罪の身代り子守唄」（1976年） - 駒吉
  - 第126話「江戸に入った賞金稼ぎ」（1976年） - 笠原英之輔
- 狼・無頼控 第23話「生き人形献上」（1974年、MBS / 大映テレビ、映像京都）
- 白い牙 第13話「トランペットは子守唄がお好き」（1974年、NTV / 大映テレビ）
- バーディー大作戦 （1974年、TBS / 東映）
  - 第12話「縛り首の木のある恐い町」
  - 第31話「本物？ 偽物？ 接吻泥棒」
- 太陽にほえろ! （NTV / 東宝）
  - 第108話「地獄の中の愛」（1974年） - 戸川巌
  - 第279話「愛と怒り」（1977年） - 安田
  - 第357話「犯罪スケジュール」（1979年） - 芝岡部長
  - 第592話「空白0.5秒」（1984年） - 椎名監査官
- おしどり右京捕物車 第23話「穴」（1974年、ABC / 松竹） - 大原宗源
- 特別機動捜査隊（NET / 東映）
  - 第652話「壁の中に消えた女」（1974年） - 石黒孝史
  - 第653話「待ちぼうけの女」（1974年） - 片山
  - 第673話「ある追跡の記録」（1974年） - 尾倉
  - 第714話「死霊の影」（1975年） - 三田淳三・芳夫※二役
  - 第759話「破れ三味線」（1976年） - 中沢
  - 第781話「純愛の女」（1976年） - 飯沢敏夫
  - 第790話「華麗なる出逢いの時」（1977年） - 稲川裕介
- 右門捕物帖 第8話「姉妹花」（1974年、NET / 東映） - 亀島
- 傷だらけの天使 第13話「可愛い女に愛の別れを」（1974年、NTV / 東宝） - 東野
- おんな浮世絵・紅之介参る! 第16話「裏切られた刺客」（1975年、NTV / ユニオン映画）
- 鬼平犯科帳 第6話「浅草・鳥越橋」（1975年、NET / 東宝）
- 俺たちの勲章 第6話「撃て! アラシ」（1975年、NTV / 東宝）
- 義姉弟（1975年、CX)
- 賞金稼ぎ 第9話「廃屋のゴッドマザー」（1975年、NET / 東映）
- 破れ傘刀舟悪人狩り（NET / 三船プロ）
  - 第43話「運命の標的」（1975年） - 和助
  - 第45話「娘を売る市場」（1975年） - 間四郎太
  - 第74話「禁じられた十字架」（1976年） - 最上大膳
  - 第109話「地獄のひまわり」（1976年） - 伊三郎
- 剣と風と子守唄 第19話「子供のいない街」（1975年、NTV / 三船プロ） - 大垣玄馬
- 影同心シリーズ（1975年、MBS / 東映）
  - 影同心 第21話「牢屋は極楽殺し節」 - 回向院の彦七
  - 影同心II 第7話「百合の香りに夜の蝶」 - 池松
- 新宿警察 第7話「帰らざる街」（1975年、CX / 東映） - 田村
- はぐれ刑事 第4話「密告」（1975年、NTV / 国際放映）
- 遠山の金さん 第1シリーズ（NET / 東映）
  - 第12話「その十手を探せ!!」（1975年） - 木がらしの吉蔵
  - 第73話「玉の輿を拒んだ女」（1977年） - 近江屋伝兵衛（川越無宿人 伝兵衛）
- 江戸を斬るシリーズ（TBS / C.A.L）
  - 江戸を斬るII（1976年）
    - 第20話「娘目明し」 - 市兵衛
    - 第26話「美しい復讐鬼」 - 久作

  - 江戸を斬るIII 第2話「狼たちの掟」（1977年） - 寅五郎
  - 江戸を斬るIV（1979年） - 閻魔の伊蔵
  - 江戸を斬るVI 第22話「小鈴に誓った恋三味線」 （1981年） - 兼吉
  - 江戸を斬るVII 第13話「藤の花の殺意」 （1987年） - 大潮の伊蔵
  - 江戸を斬るVIII 第25話「復讐剣が闇を裂く」（1994年） - 浦戸屋
- 痛快!河内山宗俊 第14話「鉄火肌一番まとい」（1976年、CX / 勝プロ） - 諏訪兵庫
- 人魚亭異聞 無法街の素浪人 第7話「21発目の礼砲」（1976年、NET / 三船プロ） - 栗山洋介
- 隠し目付参上 第19話「きらめく潮に海女は濡れたか」（1976年、MBS / 三船プロ） - 新倉仁左衛門
- いろはの"い" 第8話「挑戦」（1976年、NTV / 東宝） - 勝田
- 桃太郎侍（NTV / 東映）
  - 第17話「非情十手と人情豆腐」（1977年） - 田原源十郎
  - 第60話「虹をつかんだお姫さま」（1977年） - 梁瀬左近
  - 第76話「魚屋おちか出世噺」（1978年） - 勘助
  - 第107話「天狗が泣いた兄弟仁義」（1978年） - 綱木小文吾
  - 第118話「江戸っ子娘に春が来た」（1978年） - 奥平主水正
  - 第133話「千代田の濠に咲く友情」（1979年） - 本多丹波守
  - 第165話「あいつと呑んだ涙酒」（1979年） - 黒木刑部
  - 第176話「お江戸結婚相談所」（1980年） - 牧浦一学
  - 第195話「桃太郎はかぐや姫?」（1980年） - 相模屋勘兵衛
  - 第205話「鬼より恐い母がいる」（1980年） - 河田屋
  - 第226話「エレキを食った鬼二匹」（1981年） - 灘󠄀屋
  - 第244話「義賊の恋」（1981年） - 島田出羽守
- 華麗なる刑事 第5話「10カウントゴングを鳴らすな」（1977年、CX / 東宝） - 川島組々長
- 破れ奉行 第9話「暗黒街のふたり」（1977年、ANB / 中村プロ） - 石見半蔵
- 達磨大助事件帳 第1話「唄祭り姉妹しぐれ」（1977年、ANB / 前進座 / 国際放映） - 新二郎
- 江戸の旋風シリーズ（東宝 / CX）
  - 同心部屋御用帳 江戸の旋風III 第15話「左内の嫁さん」（1977年）
  - 同心部屋御用帳 新・江戸の旋風 第2話「山吹色は悪の色」（1980年） - 大覚
- 新 木枯し紋次郎 第10話「鴉が三羽の身代金」（1977年、12ch / C.A.L） - 西川九郎衛門
- Gメンシリーズ（TBS / 東映→近藤照男プロ）
  - Gメン'75
    - 第137話「'78新春大脱獄」（1978年） - 魚住部長刑事
    - 第179話「警察署長室ジャック」（1978年） - 武藤次席
    - 第275話「警官の妻たちの連続殺人」（1980年） - 五十嵐警部補
    - 第315話「独房の中の花嫁」（1981年） - 鶴見警部
    - 第341話「サンタクロース殺人事件」（1981年） - 前田

  - Gメン'82 第5話「私は殺される!」（1982年） - 柿沼勝治
- 横溝正史シリーズII / 黒猫亭事件（1978年、MBS） - 糸島大伍
- 若さま侍捕物帳 第5話「参上!! 地獄花」（1978年、ANB / 国際放映 / 前進座）
- 新五捕物帳 （NTV / ユニオン映画）
  - 第23話「日陰に咲いた花だった」（1978年） - 鳥越の三次
  - 第70話「日津軽の女」（1979年）
  - 第141話「闇に消えた男」（1981年）
  - 第186話「幼馴染みの別れ」（1982年）
- 大空港（CX / 松竹）
  - 第14話「いのち炎の如く 壮烈!! 梶警部の最後!」（1978年） - 暗殺組織幹部
  - 第69話「狙撃者の墓標 冬枯れの街よ友を優しく弔え!」（1980年） - 国際政経調査会会長
- 大都会 PARTIII 第9話「高層の狙撃者」（1978年、NTV / 石原プロ） - 池辺和夫
- 暴れん坊将軍（ANB / 東映）
  - 吉宗評判記 暴れん坊将軍
    - 第20話「人情あやめ河岸」（1978年5月27日） - 中根主水
    - 第48話「極楽風呂に地獄を見た」（1979年） - 弁天の弥五郎
    - 第66話「だるまが笑った上州路」（1979年） - 江戸屋
    - 第84話「おさいが翔んだ!」（1979年） - 馬場佐十郎
    - 第99話「男、炎の土俵入り」（1980年） - 猿渡十太夫
    - 第134話「湯けむり地獄の決闘」 （1980年） - 堂園修理太夫
    - 第153話「男が火花を散らすとき」（1981年） - 斉藤内蔵助
    - 第185話「花嫁衣裳の甘い罠」（1981年） - 相模屋
    - 第205話「春ふたたび! 夫婦簪」（1982年） - 宇田山図書頭

  - 暴れん坊将軍II
    - 第14話「文金島田の泣き上戸」（1983年） - 朝倉佐渡
    - 第49話「血涙! 享保の巌窟王」（1984年） - 潮田将監
    - 第86話「吉宗、ざん悔の鬼剣舞!」（1984年） - 小出駿河守
    - 第120話「“にが手”は恋の指南役!」（1985年） - 真壁彦太夫
    - 第145話「倒産前夜の夫婦宣言!」（1986年） - 酒井豊前守
    - 第158話「庭番慕情、禁じられた恋の笛!」（1986年） - 上総屋重兵衛
    - 第174話「十手無用の父娘鳥!」（1986年） - 花房右京之介
    - 第191話「大暴れ! しばし名残りの二人旅」（1987年） - 二階堂刑部

  - 暴れん坊将軍III
    - 第20話「からくり盗っ人街道」（1988年） - 大和久出羽守
    - 第46話「おイモを生んだ目安箱」（1988年） - 堀川伊賀守
    - 第59話「みちのく血判状! 魔性の谷の決戦!!」（1989年、TVスペシャル） - 石塚将監
    - 第71話「大暴れ! 但馬のヤッサ神輿」（1989年） - 藤堂日向守
    - 第90話「花嫁の父は殺人者!?」（1989年） - 大沢刑部
    - 第107話「みちのく夫婦しぐれ!」（1990年） - 板倉周防守

  - 暴れん坊将軍IV
    - 第3話「春の嵐、江戸城刃傷事件」（1991年） - 伊奈屋藤兵衛
    - 第24話「母恋い飛脚」（1991年） - 笠原主水正
    - 第51話「隠された壱千万両 家康の埋蔵金を追え!（スペシャル）」（1992年） - 笹木内膳
    - 第70話「鉄火芸者に花一輪」（1992年） - 京極丹波

  - 暴れん坊将軍V（1993年）
    - 第7話「哀れ、女の舟唄!」 - 大野周防守
    - 第24話「悪をあばいた潮騒の娘」 - 山上大炊頭

  - 暴れん坊将軍VI 第23話「わが子を裁く鬼の父」（1995年） - 喜多川左門
  - 暴れん坊将軍VIII 第16話「弟よ 江戸に来た姉の想い」（1998年） - 京極安芸守
  - 暴れん坊将軍IX 第9話「疑惑の影 泣きぼくろの女」（1999年） - 扇式部
  - 暴れん坊将軍X 第10話「鬼と呼ばれた女! 復讐の幼な子誘拐!!」（2000年） - 間宮主水正
- 土曜ワイド劇場（ANB→EX）
  - 魚たちと眠れ 洋上女子大学殺人事件（1978年、ANB / 大映テレビ） - 砂井安次郎
  - 吸血鬼ドラキュラ神戸に現わる・悪魔は女を美しくする（1979年、ABC / 東映） - 志村徹人
  - 魚たちと眠れ 洋上女子大学殺人事件（1979年、ABC / 東映） -
  - 京都南署鑑識ファイル 第2作（2005年、アズバーズ） - 小管柳太郎
- 疾風同心 第10話「辰三 涙の殴り込み」（1978年、12ch / C.A.L） - 留吉
- ザ・スーパーガール 第14話「白昼の悪夢 レイプされた人妻は?」（1979年、12ch / 東映）
- 俺たちは天使だ! 第17話「運が悪けりゃ誘拐犯」（1979年、NTV / 東宝） - 中尾勇二
- 特捜最前線（ANB / 東映）
  - 第131話「6000万の美談を狩れ!」（1979年）
  - 第160話「復讐I・悪魔がくれたバリコン爆弾!」、第161話「復讐II・5億円が舞い散るとき!」（1980年） - 葛城
  - 第186話「東京、殺人ゲーム地図!」（1980年）
  - 第251話「午後10時13分の完全犯罪!」（1982年） - 浦部副署長（東新宿署）
  - 第499話「退職刑事船村・鬼」、第500話「退職刑事船村II・仏」（1987年） - 村上
- 駆け込みビル7号室 第6話「暴力団のドン! インベーダーに誘拐さる」（1979年、CX / 三船プロ）
- 破れ新九郎 第25話「大爆破!夜空に消えた新九郎」（1979年、ANB / 中村プロ） - 松平備前守
- 長七郎天下ご免!（ANB / 東映）
  - 第7話「あきない札を喰った奴」（1979年） - 間瀬兵庫之助
  - 第22話「錆びた十手が輝いた!」（1980年） - 近藤外記
  - 第33話「恋三味線に罠を張れ!」（1980年） - 根岸数馬
  - 第55話「江戸一番!土くれ剣法」（1980年） - 室田治部太夫
  - 第76話「おかち町、無情の嵐」（1981年） - 塚本伊勢守
  - 第103話「春ごよみ人情宝船」（1982年） - 寺西右京太夫
- そば屋梅吉捕物帳 第16話「浅間の煙よ男の命」（1980年、TX / 国際放映） - 室伏左内
- 江戸の牙 第24話「栄光なにするものぞ」（1980年、ANB / 三船プロ） - 横森刑部
- 鬼平犯科帳 第1シリーズ 第27話「流星」（1980年、ANB / 東宝） - 生駒の半エ門
- 西部警察シリーズ（ANB / 石原プロ）
  - 西部警察
    - 第32話「俺の愛した小さい奴」（1980年） - 黒川雅人
    - 第125話「約束の報酬」（1982年） - 西山主任（関東信越麻薬取締部）

  - 西部警察 PART-III 第9話「白銀に消えた超合金X!」、第10話「雪の会津山岳決戦!」（1983年） - 有吉
- 噂の刑事トミーとマツ 第1シリーズ 第30話「チョンボな変装・尻かくさず」（1980年、TBS / 大映テレビ） - 小坂専務
- 赤かぶ検事奮戦記 第1話「父は検事、娘は弁護士」（1980年、ABC / 松竹） - 名取医師
- 猿飛佐助 第11話「甲賀忍法 風神火傘」（1980年、NTV / 国際放映） - 十文字伸隆
- 斬り捨て御免!（TX / 歌舞伎座テレビ）
  - 第1シリーズ 第9話「小太刀に濡らす涙雨」（1980年） - 桔梗屋富造
  - 第2シリーズ 第3話「悪鬼が散らした無惨花」（1981年） - 政五郎
  - 第3シリーズ 第2話「大奥を濡らす魔性の血」（1982年） - 上州屋政五郎
- 悪党狩り（12ch / 松竹、藤映像コーポレーション） 
  - 第8話「人斬り医者」（1980年） -  阿久根内膳
  - 第23話「人情 津軽三味線」（1981年） - 梶原万作
- ザ・ハングマンシリーズ（ABC / 松竹芸能）
  - ザ・ハングマン
    - 第4話「辱しめられたキャンパス」（1980年） - 二階堂武（聖文大学教授）
    - 第25話「さらばブラック怒りの爆死」（1981年） - 安西所長（日本脳神経医療センター）

  - ザ・ハングマンII（1982年）
    - 第9話「仮病の悪 大手術いびり出し作戦」 - 伊沢院長（伊沢総合病院）
    - 第21話「やわ肌を復讐に賭ける女」 - 吉田勇一（吉田商事社長）

  - 新ハングマン
    - 第2話「セーラー服を犯す教育評論家」（1983年） - 西山校長（西山矯正スクール）
    - 第23話「美女をエサにする国際サラ金」（1984年） - 久松健二（共栄金融社長）

  - ザ・ハングマン4 第25話「痛快ダブルハンギング!! さようならありがたや節」（1985年） - 永池（隆友ジャーナル顧問会計士）
  - ザ・ハングマンV 第26話「アベック強盗が海外逃亡を夢見た!」（1986年） - 小杉（小杉美術主人）
- 旅がらす事件帖 第22話「風花に舞う女渡世人（1981年、KTV / 国際放映） - 水神の長兵衛
- 闇を斬れ 第6話「ふる里遠く夫婦花」（1981年、KTV / 松竹） - 治平
- 幻之介世直し帖 第1話「闇御用はやぶさ見参」（1981年、NTV /　国際放映） - 佐原屋惣兵衛
- 江戸の用心棒 第16話「危うし! 又八郎」（1981年、CX / 東宝 / 映像京都） - 平戸屋
- 影の軍団II 第11話「真夜中に上る死の煙」（1981年、KTV / 東映） - 芹沢兵部
- 火曜サスペンス劇場（NTV）
  - 死の断崖（1982年1月26日、セントラル・アーツ）
  - 盲点(あな)（1984年3月13日、アズバーズ）
  - 松本清張スペシャル・黒の回廊（1984年10月2日、俳優座映画放送 / 霧プロダクション） - 原野三郎
  - 歯（1989年10月24日、東宝）
  - いちど死んだ妻（2000年2月15日、近代映画協会）
  - 幸せの幻影（2001年7月24日、近代映画協会）
- 花王 愛の劇場 （1982年、TBS）
  - 流れる星は生きている
  - 赤い関係
- 源九郎旅日記 葵の暴れん坊（ANB / 東映）
  - 第9話「ちゃんが命のざんげ金」（1982年） - 成瀬兵庫
  - 第40話「春を待つ夫婦だるま」（1983年） - 桑野三之丞
- 松平右近事件帳（1982年-1983年、NTV / ユニオン映画）
  - 第3話「恨みのかんざし」 - 戸倉兵庫
  - 第34話「義賊と鳥追い」 - 有坂頼母
  - 新・松平右近 第15話「越すに越されぬ箱根山」（1983年） - 甲州屋
- 同心暁蘭之介 第22話「恐怖の町」（1982年、CX）
- 右門捕物帖 第3話「伝六と女祈祷師」（1982年、NTV / ユニオン映画）
- 時代劇スペシャル「素浪人罷り通る 涙に消えた三日極楽」（1983年、CX / 三船プロ） - 唐津屋
- 時代劇スペシャル「花隠密」（1983年、CX） - 永井喜八郎
- 眠狂四郎円月殺法 第8話「闇に光る女吹き針無想剣 -沼津の巻-」（1983年、TX） - 駿河屋仁兵衛
- 柳生十兵衛あばれ旅 第20話「火薬に挑む女」（1983年、ANB / 東映）
- 流れ星佐吉 第7話「刺青をした大姐御」（1984年、KTV / 松竹）
- 土曜グランド劇場 / 事件記者チャボ! 第17話「チャボっと見ていた少年!!」（1984年、NTV / ユニオン映画） - 黒原仁
- 特命刑事ザ・コップ 第1話「一発で死とめろ!」（1985年、ABC / テレキャスト）
- 新大型時代劇 / 武蔵坊弁慶（1986年、NHK） - 中務大輔知親
- 若大将天下ご免!（1987年、ANB / 東映）
  - 第3話「命の担保は千葉道場!」 - 江戸屋徳兵衛
  - 第38話「懲りない親父のそら涙」 - 阿波屋仁兵衛
- 銭形平次 第32話「間違えられた人質」（1987年、NTV / ユニオン映画）
- あきれた刑事 第9話「右往左往」（1987年、NTV / セントラル・アーツ） - 加納健三
- 三匹が斬る!（ANB / 東映）
  - 三匹が斬る! 第12話「信濃路は、鯉や鯉やで恋わずらい」（1988年） - 大黒屋徳兵衛
  - 続・三匹が斬る! 第16話「名物の、喧嘩団子が結ぶ恋」（1989年） - 武蔵屋久右衛門
  - 続続・三匹が斬る! 第2話「若君とチンと松茸、草の根わけ探し出せ」（1990年） - 犬飼典膳
  - また又・三匹が斬る! 第19話「さすらいの姫君悲し鬼街道」（1991年） - 宝田玄蕃
- 名奉行 遠山の金さん（ANB / 東映） ※松方弘樹版
  - 第1シリーズ 第11話「罠にかかった奉行」（1988年） - 伊勢屋
  - 第2シリーズ 第22話「消えた犯人を探せ!助っ人は年上の女」（1989年） - 近江屋
  - 第3シリーズ
    - 第7話「謎の千両!二つの顔の真犯人」（1990年） - 板倉屋清蔵
    - 第19話「毒薬を買う女」（1991年） - 宇之吉

  - 第4シリーズ 第2話「金さんの隠し子!?」（1991年） - 亀屋清蔵
  - SP6「江戸城転覆! 覗かれた赤毛の女」（1992年） - 相模屋徳兵衛
  - 第5シリーズ 第26話「若年寄を救った女」（1993年） - 紀州屋武兵衛
  - 第6シリーズ 第23話「大陰謀!紫頭巾の女」（1995年） - 長崎屋宗兵衛
  - 第7シリーズ 第9話「謎の銃声!女は待っていた」（1995年） - 相模屋市兵衛
  - 金さんVS女ねずみ 第21話「子連れ鬼女面盗賊」（1998年） - 伊勢屋松右衛門
- 長七郎江戸日記 （NTV / ユニオン映画）
  - 第2シリーズ（1989年）
    - 第12話「悲しい女」 - 森田屋宗悦
    - 第37話「泣くな! 妹よ」 - 長崎屋五兵衛
    - 第57話「夕映えの女」 - 戸張一閑

  - 第3シリーズ
    - 第9話 「赤猫が踊った日」（1990年12月11日） - 長崎屋
    - 第35話 「思いやり、回り道」（1991年7月30日） - 美濃屋幸吉
- お江戸捕物日記 照姫七変化 第2話「地獄の鬼退治!」（1990年、CX / 東映） - 巴屋
- 八百八町夢日記（NTV / ユニオン映画）
  - 第1シリーズ（1990年）
    - 第22話「与力の娘」 - 平野屋十兵衛
    - 第32話「信玄谷の忍び花」 - 川津能登守

  - 第2シリーズ
    - 第7話「灯明台の灯を守れ」（1991年） - 三浦屋八左衛門
    - 第21話「裏入学をあばけ!」（1992年） - 増富屋
- 刑事貴族 第1話「その時、狼はめざめた」（1990年、NTV / 東宝）
- 水曜グランドロマン / 女忍かげろう組〈弐〉（1990年、NTV / オフィス・ヘンミ） - 丸岡屋文造
- 将軍家光忍び旅（ANB / 東映）
  - 将軍家光忍び旅 第1話「ふたり将軍京を目指す」（1990年） - 風魔陣十郎
  - 将軍家光忍び旅II 第11話「復讐を誓うかりそめの親娘」（1992年） - 脇坂采女正
- 銭形平次 第1シリーズ 第9話「蛇の目傘の女」（1991年、CX） - 伊兵衛
- 徳川無頼帳 第12話「花魁総揚・吉原乗っ取り!」（1992年、TX / JAC）
- 半七捕物帳（NTV / ユニオン映画）
  - 第4話「八丁堀友情の十手」（1992年） - 紀州屋
  - 第19話「半七危機に立つ!」（1993年） - 佐貫屋鉄蔵
- お助け同心が行く! 第9話「幼なじみ」（1993年、TX / G・カンパニー） - 寺社奉行
- 付き馬屋おえん事件帳 第2シリーズ 第12話「吉原を潰せ!」（1993年、TX / 松竹） - 水野越前守
- はぐれ刑事純情派 第6シリーズ スペシャル版 第1話「東京〜ホノルル 産婦人科女医の犯罪!?」（1993年、ANB / 東映） - 真行寺雄太郎
- 鬼平犯科帳 第5シリーズ 第11話「隠し子」（1994年、CX / 松竹） - 荒井屋松五郎
- 月曜ドラマスペシャル（TBS）
  - 一色京太郎事件ノート 第1作「祇園花見小路殺人事件」（1995年） - 堂本庄造
  - おんな風来マジシャン マリコの殺人事件簿（2010年） - 警察署長
- 江戸の用心棒II 第2話「将軍吉宗の古証文」（1995年、NTV） - 陸奥屋茂兵衛
- 将軍の隠密!影十八 第15話「ワル・親のない子と子のない母と」（1996年、ANB / 東映） - 大河内飛騨守
- 南町奉行事件帖 怒れ!求馬（TBS / C.A.L）
  - 南町奉行事件帖 怒れ!求馬I 第13話「求馬危うし!」（1997年） - 岩城屋
  - 南町奉行事件帖 怒れ!求馬II 第1話「消えた美女二人」（1999年） - 寺門勘兵衛
- ドラマ30（MBS / CBC）
  - 蔵の宿（2000年、CBC） - 幸田耕三
  - 新キッズ・ウォー（2005年、CBC） - 教頭
- 女と愛とミステリー→水曜ミステリー9（TX / BSJ）
  - 小池真理子の鍵老人（2001年）
  - 松本清張特別企画・渡された場面（2005年）
  - さすらい署長 風間昭平 第8作（2008年、C.A.L） - 山来芳郎
- 連続ドラマW（WOWOW）
  - 借王〈シャッキング〉-銭の達人-（2009年） - 猪熊善三
  - 18番ホール（2010年） - 大屋誠
  - 再生巨流（2011年3月6日） - 吉野公造
  - プラチナタウン（2012年） - 館山五郎
- 警視庁失踪人捜査課 第5話（2010年5月14日、ABC / EX） - 稲本
- 相棒 season 10 第3話「晩夏」（2011年11月2日） - 島津典史

### オリジナルビデオ
- 新・第三の極道8 腐敗官僚VS裏盃の軍団（1998年、ミュージアム） - 民自党副幹事長 北条真太郎

### バラエティ・教養番組
- 新伍のお待ちどおさま（TBS）
- 平成教育委員会（CX）
- 午後は○○おもいッきりテレビ（NTV） ※ゲストコメンテーター
- いい旅・夢気分（TX）
- やきもの探訪（NHK BS-2）
- クイズ!脳ベルSHOW（BSフジ）

### 舞台
- 細川たかし＆中村美津子公演「遠山の金さんVS女ねずみ小僧」（2016年）

## 出演作品（声優）

### 吹き替え

#### 俳優
ケーリー・グラント
- 鷲と鷹
- 汚名（デヴリン）※NET版
- 毒薬と老嬢（モーティマー・ブルースター）※NET版
- 誇りと情熱（アンソニー大佐）※NET版
- めぐり逢い（ニッキー）※NET版

マーロン・ブランド
- 片目のジャック（キッド）
- 若き獅子たち（クリスチャン）※フジテレビ版
- 逃亡地帯（カルダー保安官）※TBS版
- 戦艦バウンティ（フレッチャー・クリスチャン）※NET版
- ミズーリ・ブレイク（リー・クレイトン）※TBS版（BD収録）
- ルーツII

リチャード・バートン
- クランスマン
- ワイルド・ギース（アレン・フォークナー大佐）※テレビ朝日版
- クランスマン（ブレック・ステンシル）
- ロンメル軍団を叩け（アレックス・フォスター大尉）※フジテレビ版
- 史上最大の作戦（デヴィッド・キャンベル）※NET版

#### 洋画
- アウトブレイク（ドナルド・マクリントック少将／ドナルド・サザーランド） ※日本テレビ版
- 悪魔のようなあなた（フレディ／セルジオ・ファントーニ）※テレビ朝日版（BD収録）
- アラベスク（ベシュラーヴィ／アラン・バデル）
- 居酒屋（グジェ／ジャック・アルダン）※NET版
- 宇宙からの脱出（テッド・ドハーティ／デビッド・ジャンセン）※テレビ朝日版
- オレゴン大森林/わが緑の大地（ハンク・スタンパー／ポール・ニューマン）
- 女と男の名誉（チャーリー・パルタンナ／ジャック・ニコルソン）
- 帰ってきたギャング（アルフォンス／リノ・ヴァンチュラ）
- 過去をもつ愛情（ピエール／ダニエル・ジェラン）
- 華麗なるギャツビー（トム・ブキャナン／ブルース・ダーン）※日本テレビ版
- キング・ソロモン（アラン・クォーターメイン／スチュワート・グレンジャー）※NHK版
- 黒い足音(NHK放送時のタイトルは「落ちたスズメ」) (ジョン・ガーフィールド)
- 刑事マディガン（ダン・マディガン／リチャード・ウィドマーク）※TBS版
- 権力と陰謀（フランク・フラハティ／ロバート・ヴォーン）
- ゴールデンボーイ（クルト・ドゥサンダー／イアン・マッケラン）
- 猿の惑星・征服（ブレック知事／ドン・マレー[15]）※フジテレビ版（HDリマスター版DVD収録）
- シシリアン（ル・ゴフ警部／リノ・ヴァンチュラ）※東京12チャンネル版（DVD&BD収録）
- シティヒート ※フジテレビ版
- 死にゆく者への祈り（ジャック・ミーアン／アラン・ベイツ）
- ジェット機奪回指令（ルイス・オルテガ／サル・ミネオ）
- ダーティハリー（アル・ブレスラー警部／ハリー・ガーディノ）テレビ朝日系
- ダーティハリー3（アル・ブレスラー警部／ハリー・ガーディノ）テレビ朝日系
- 007 オクトパシー（カマル・カーン／ルイ・ジュールダン）※TBS版（TV吹替初収録特別版DVD収録）
- 地球の危機（リー・クレイン艦長／ロバート・スターリング）※NET版
- トップ記事殺人事件（ハリスン・クロフォード三世／ロバート・ヴォーン）
- 謎の大陸アトランティス（宰相ザレン／ジョーン・ドール）※劇場公開版
- ナポリと女と泥棒たち（アルマンディーノ・"ドゥドゥ"・ジラソーレ／ニーノ・マンフレディ）※TBS版（名作洋画劇場VHS収録）
- ニクソン（リチャード・ニクソン／アンソニー・ホプキンス）
- 人間狩り（デヴィッド・ファロー／ロイ・シネス）
- ハスラー（エディ・フェルソン／ポール・ニューマン）※フジテレビ版（DVD&BD収録）
- 裸のランナー（ハルトマン／ダーレン・ネスビット）
- ビスマルク号を撃沈せよ!（ジョナサン・シェパード大佐／ケネス・モア）
- ビバリーヒルズ・コップ（ヴィクター・メイトランド／スティーヴン・バーコフ）※テレビ朝日版
- マシンガン・パニック/笑う警官（ナット・スタイナー警視／アンソニー・ザーブ）※テレビ朝日版
- 真夜中の目撃者（ヘンショー保安官／レスリー・ニールセン）
- 魅入られた女（ジミー・デル・パルマ／ジェームズ・メイソン）
- 緑の火 エメラルド（ライアン／スチュワート・グレンジャー）
- 燃えよドラゴン（ハン／シー・キエン）※テレビ朝日版
- レイダース/失われたアーク《聖櫃》（ルネ・ベロック／ポール・フリーマン） ※日本テレビ版
- 六番目の男（ジム・スレイター／リチャード・ウィドマーク）

#### 海外ドラマ
- アウター・リミッツ（アレックス・マックスウェル） ※1963年版
- アボンリーへの道（60話（S5）・ホジソン）
- キャプテン・スカーレット ブラック大尉を探せ！（原子力研究所の警備員、デルタ・ガレージの整備士）
- 刑事コジャック シーズン1 #14（バート・ポディス／ハリス・ユーリン）
- 刑事コロンボシリーズ（ジャック・キャシディ）
  - 構想の死角（ケン〈ケネス〉・フランクリン）
  - 第三の終章（ライリー・グリンリーフ）
  - 魔術師の幻想（魔術王・サンティーニ〈ステファン・ミューラー軍曹〉）
- コンバット! #11（ベルツァー独軍軍医／グンナル・ヘルストロム） #21（ライプナー独軍中尉／グンナル・ヘルストロム） #87（ロバート・カルドウェル少佐／リー・フィリップス）
- ラット・パトロール 第1シーズン（ジャック・モフィット軍曹／ゲイリー・レイモンド）日本テレビ系
- スパイ大作戦
  - 海の底で口を割れ（ロストフ大尉）
  - 銃殺（シオムネイ）
- 0011ナポレオン・ソロ 第28話（ヴィンセント・カーヴァー／レイ・ダントン）、第52話（ブルータス・ソール／バーナード・フォックス）,第61話(ニーコ)
- タイトロープ（ニック・ストーン／マイク・コナーズ）
- タイムトンネル　#23「マルコ・ポーロの謎」　(マルコ・ポーロ<ジョン・サクソン>)
- 大草原の小さな家 #109（ハーパー／チャールズ・シオフィ） #120（ダンフォース／ジェームズ・オルセン）
- 逃亡者 #14（マーティン・C・ローランド／レスリー・ニールセン） #114「裏町」(ミゲル・アンザ<マイケル・アンサラ>)
- 特攻ギャリソン・ゴリラ（クレイグ・ギャリソン中尉／ロン・ハーパー）
- V（ジョン／リチャード・ハード） ※日本テレビ版
- マニックス（ジョー・マニックス／マイク・コナーズ） ※第2シーズン以降
- ローリング20（ジョー・スィトルスキー警部補／マイク・ロード）

### テレビアニメ
1963年
- 鉄腕アトム (アニメ第1作) （1963年 - 1966年、アセチレン・ランプ、天の川博士 他)

1965年
- スーパージェッター (ジャガー)

### ナレーション
- マグマ大使（1966年7月 - 1967年9月、CX / ピープロ） ※第13話から[17]
- ある勇気の記録（1966年、NET / RCC / 東映テレビプロ）
- 裸の町（1968年、NET / 東映テレビプロ）
- 日本任侠伝（1969年、NET / 東映テレビプロ）
- 隠密剣士 突っ走れ!（1973 - 1974年、TBS / 宣弘社）
- 野性の証明（1978年、角川春樹事務所 / 東映）
- 刑事物語'85（1985年、NTV）
- 激動の1750日（1990年、東映）